# James Baird Dawkins
James Baird Dawkins (* 14. November 1820 in Hancockville, South Carolina; † 12. Februar 1883 in Gainesville, Florida) war ein US-amerikanischer Jurist und konföderierter Politiker.

## Werdegang
James Baird Dawkins, Sohn von Elijah Dawkins, wurde im Cherokee County (damals noch Teil vom Union County) in South Carolina geboren und wuchs dort auf. 1840 graduierte er an der University of South Carolina (USC). Dawkins verfolgte eine juristische Laufbahn. Er war Staatsanwalt (Attorney) am Union County Courthouse in South Carolina. Dann zog er nach Florida und ließ sich in Gainesville (Alachua County) nieder. Dort war er auch als Staatsanwalt tätig. Zwischen 1856 und 1861 ging er einer Beschäftigung als Solicitor für den Florida Eastern Judicial Circuit nach.
Er nahm 1861 als Delegierter an der Sezessionsversammlung von Florida teil. Man wählte ihn dann im November 1861 als Abgeordneten in den ersten Konföderiertenkongress. Er hielt den Posten bis zu seinem Rücktritt am 8. Dezember 1862 inne. Danach war er von  1863 bis 1865 und von 1877 bis zu seinem Tod 1883 Richter am State Court. 1866 nahm er als Delegierter an der National Convention teil. Sein Leichnam wurde auf dem Stadtfriedhof von Gainesville beigesetzt.